# Stenurostreptus crenulatus
Stenurostreptus crenulatus är en mångfotingart som beskrevs av Carl Graf Attems 1936. Stenurostreptus crenulatus ingår i släktet Stenurostreptus och familjen Harpagophoridae. Inga underarter finns listade i Catalogue of Life.